# 스탈린그라드 (영화)
《스탈린그라드》(러시아어: Сталинград)는 2013년 공개된 러시아의 전쟁 드라마 영화이다.
이 영화는 IMAX에서 개봉된 최초의 러시아 영화였다. 이 영화는 2013년 9월 볼고라드(구 스탈린그라드)에서 개봉되었고, 10월에는 러시아에서 개봉한 후, 그 후 몇 달 동안 국제적으로 개봉되었다(모든 개봉작은 컬럼비아 픽처스의 외국어 부문에서 담당했다). 바로가기

## 줄거리
2013년 러시아 영화 <스탈린그라드>는 2011년 일본 대지진 현장에서 이야기가 시작된다. 매몰된 사람들을 구조하는 러시아 구조대원이 붕괴된 건물 아래 갇힌 독일 학생들에게 자신이 전쟁 고아로 자라 다섯 명의 아버지와 같았던 군인들의 이야기를 들려준다.
1942년 스탈린그라드 전투 초기, 볼가 강을 건너는 러시아군을 엄호하기 위해 5층짜리 건물에 숨어든 러시아 군인 다섯 명이 주인공이다. 아내와 딸을 잃고 냉소적으로 변한 폴랴코프, 독일군의 잔혹함에 증오심을 가진 츠바노프, 뛰어난 테너였지만 잔혹한 전사가 된 니키포로프, 징집된 정찰병 세르게이, 그리고 이들을 이끄는 베테랑 영웅 그로모프 대위다. 그들은 가족을 모두 잃고 혼자 남은 어린 소녀 카티야를 만나게 되고, 함께 지내며 서로에게 깊은 애정을 느낀다.
한편, 독일군 진영에는 아내를 닮은 러시아 여성 마샤에게 사랑을 느끼는 회의적인 장교 칸이 있다. 마샤는 처음에는 그를 증오하지만, 곧 마음을 열고 사랑을 나누게 된다. 하지만 칸의 상관인 헨체는 칸의 행동을 못마땅해하며 러시아 민간인들을 잔혹하게 처형한다. 이에 격분한 러시아 군인들은 독일군을 공격하지만, 양측 모두 큰 피해를 입는다. 카티야는 츠바노프에게 사격술을 배우다 실수로 독일군을 쏘고, 이로 인해 츠바노프는 부상을 입는다.
칸은 마샤에게 안전한 곳으로 데려가겠다고 약속한다. 카티야의 19번째 생일날, 군인들은 그녀에게 수제 케이크를 선물하고, 니키포로프는 노래를 불러준다. 세르게이는 카티야를 자신이 이전까지 사용했던 망루로 데려가 밤을 함께 보내고, 그날 밤 아이를 갖게 된다.
폴랴코프가 쏜 포탄이 독일군 기지를 파괴하자, 칸은 러시아군 공격을 명령받고 마샤를 안전한 곳으로 피신시키려 한다. 그러나 마샤는 츠바노프에게 협력자로 오해받아 죽고, 분노한 칸은 복수를 다짐한다. 니키포로프는 독일군에게 붙잡혀 헨체를 죽이지만, 곧 자신도 죽임을 당한다. 헨체의 죽음으로 칸은 다시 지휘권을 되찾는다.
독일군은 탱크를 앞세워 러시아군이 있는 건물을 공격하고, 츠바노프는 치명상을 입는다. 칸은 폴랴코프를 죽이고 그로모프를 공격하지만, 둘 다 치명상을 입는다. 세르게이는 무너지는 건물에서 무전을 쳐 공습을 요청하고, 카티야는 건물이 파괴되는 것을 지켜보며 슬픔에 잠긴다.
다시 현재로 돌아와, 구조된 독일 학생들은 세르게이의 이야기를 들은 소녀와 마주하고, 서로를 이해하는 순간을 나눈다.

## 출연

### 주연
- 토마스 크레취만
- 야니나 스투딜리나
- 필립 라인하르트
- 하이너 라우터바흐
- 피요트르 피오도로프

### 조연
- 오거스트 딜

## 같이 보기
- 러시아 영화